# Glypta tumor
Glypta tumor är en stekelart som beskrevs av Setsuya Momoi 1970. Glypta tumor ingår i släktet Glypta och familjen brokparasitsteklar. Inga underarter finns listade i Catalogue of Life.